# Электрофлотация
Электрофлотация — физико-химический метод очистки воды от нерастворимых (дисперсных) веществ. Метод основан на проведении электролиза воды на нерастворимых электродах и флотационном эффекте. В процессе электрофлотации нерастворимые загрязняющие вещества поднимаются на поверхность сточной воды, переносимые всплывающими микропузырьками водорода и кислорода, образующихся при электролизе воды. Этот метод был разработан в 1905 году Ф. Элмором для флотации ценных минералов из руд.